# Alfred Schellenberg (Architekt)
Alfred Friedrich Ludwig Schellenberg (* 28. Januar 1850 in Usingen; † 8. März 1932 in Wiesbaden) war ein deutscher Architekt.

## Leben
Der 1850 in Usingen geborene Spross der Familie Schellenberg studierte von Herbst 1867 bis Ostern 1869 an der Polytechnischen Schule Stuttgart. Im Oktober 1869 nahm er als Einjährig-Freiwilliger seinen Militärdienst beim 2. Ulanenregiment in Potsdam auf und wurde im Folgejahr im Deutsch-Französischen Krieg eingesetzt. 1871 trat er der Wiesbadener Casinogesellschaft bei. Von 1871 bis 1872 setzte er sein Studium an der Berliner Bauakademie fort und begann nach dem bestandenen ersten Staatsexamen am 7. Dezember 1872 den Vorbereitungsdienst als Bauführer (Referendar in der öffentlichen Bauverwaltung). Am 27. Februar 1873 wurde er bei der Wiesbadener Bezirksregierung unter Baurat Friedrich Albert Cremer eingestellt. Er gab den Vorbereitungsdienst aber schon bald auf und arbeitete ab Herbst 1873 als selbstständiger Architekt. Ab 1882 war er Bürger der Stadt Wiesbaden. In den frühen 1890er-Jahren eröffnete er ein Zweigbüro in Stuttgart und betrieb von 1889 bis 1892 eine Sozietät mit Paul Alfred Jacobi. Schellenberg starb am 8. März 1932 im Alter von 82 Jahren und wurde auf dem Wiesbadener Nordfriedhof begraben.

## Werk
Zu seinen Werken in Wiesbaden gehören das Grand Hotel Nassauer Hof, das Hotel St. Petersburg (heute Tourist-Information am Dernschen Gelände), die Kapelle des Paulinenstifts und die Söhnlein Rheingold Sektkellerei in Schierstein. Weitere größere Werke sind die Gebäude Luisenplatz 8, Taunusstraße 4, Kleiststraße 4, Seerobenstraße 28 sowie Wilhelmstraße 4, 56, 58 und 60. Zwischen 1876 und 1912 konzipierte er 21 Villen und war damit „federführend in der Villenarchitektur Wiesbadens“. Zu seinen in der Liste der Kulturdenkmäler in Wiesbaden verzeichneten Villen gehören das ehemalige Hotel Oranien (Bierstadter Straße 2), die Villen Bierstadter Straße 17, Alwinenstraße 11, 13/15, 18 und 20, Humboldtstraße 6, Mainzer Straße 21, Martinstraße 14 sowie Parkstraße 35 und 37. Dazu kommen die Bauten Wilhelmstraße 11/15 und 17, Sonnenberger Straße 17, 33 und 42, Möhringstraße 10 sowie Mosbacher Straße 26, 27 und 34. Die Villa Bierstadter Straße 14, eine der großen Villen der Stadt, erbaute er 1876 für Alfons Haniel in der Tradition der Berliner Schinkelschule. Die am Nordfriedhof errichtete Villa Waldfriede wurde in den 1960er-Jahren abgerissen. Außerdem konzipierte Schellenberg das langgestreckte Kurhotel Kaltwasserheilanstalt Dietenmühle, Parkstraße 44.
Schellenberg fertigte die Pläne für Schloss Hohenbuchau in Georgenborn, dessen ab 1895 erbautes, neubarockes Hauptgebäude 1963 abgerissen wurde. Im Rheingau konzipierte er das Schloss der Sektmanufaktur Vaux in Eltville am Rhein und die Villa Sturm in Rüdesheim, beides eingetragene Kulturdenkmäler. Dazu kamen die Villa Rudolph (heutiges Haus des Handwerks, Gareisstraße 10) in Magdeburg sowie weitere Projekte in Süddeutschland, Russland und Polen.

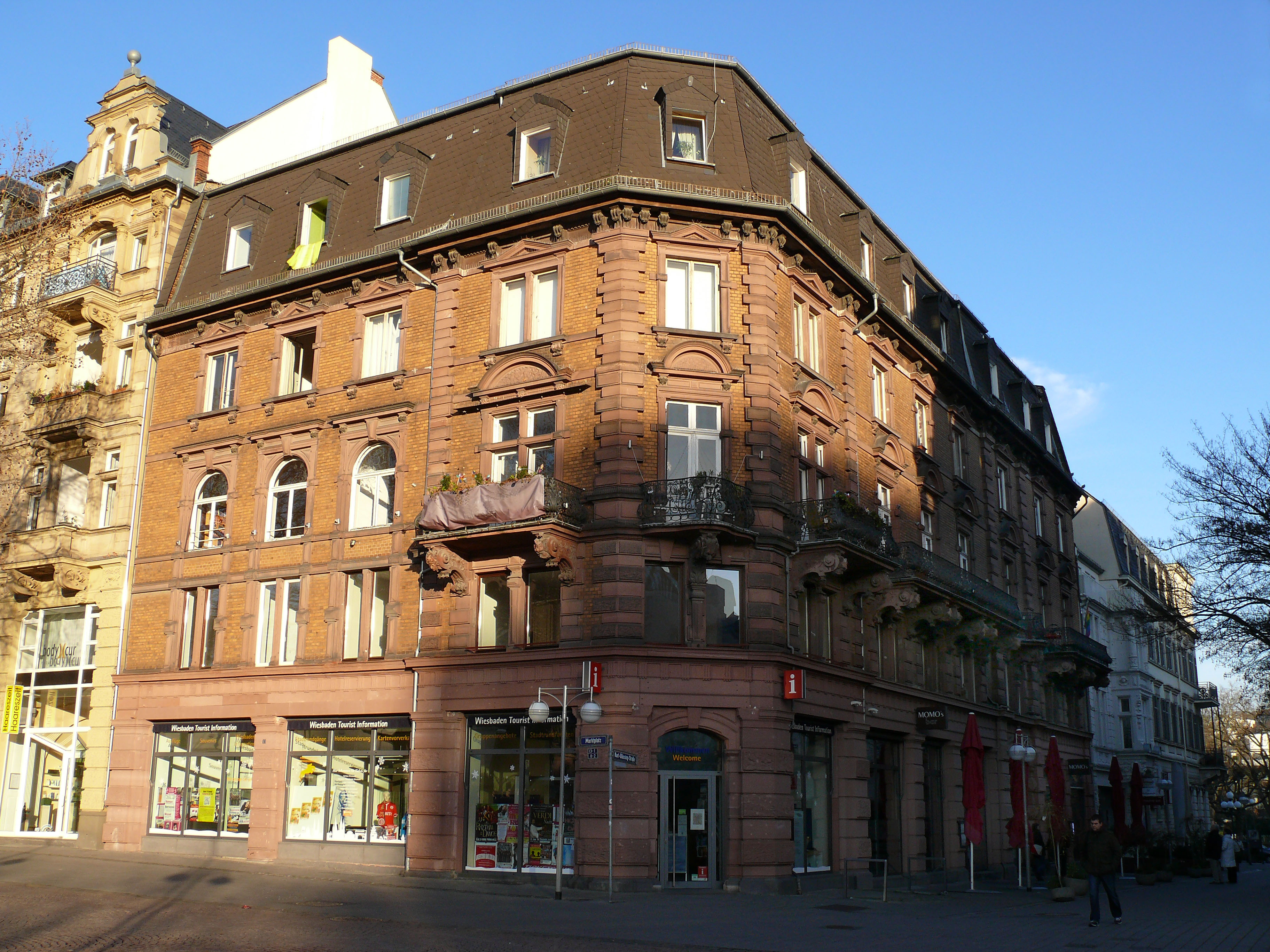
Ehemaliges Hotel St. Petersburg am Dernschen Gelände
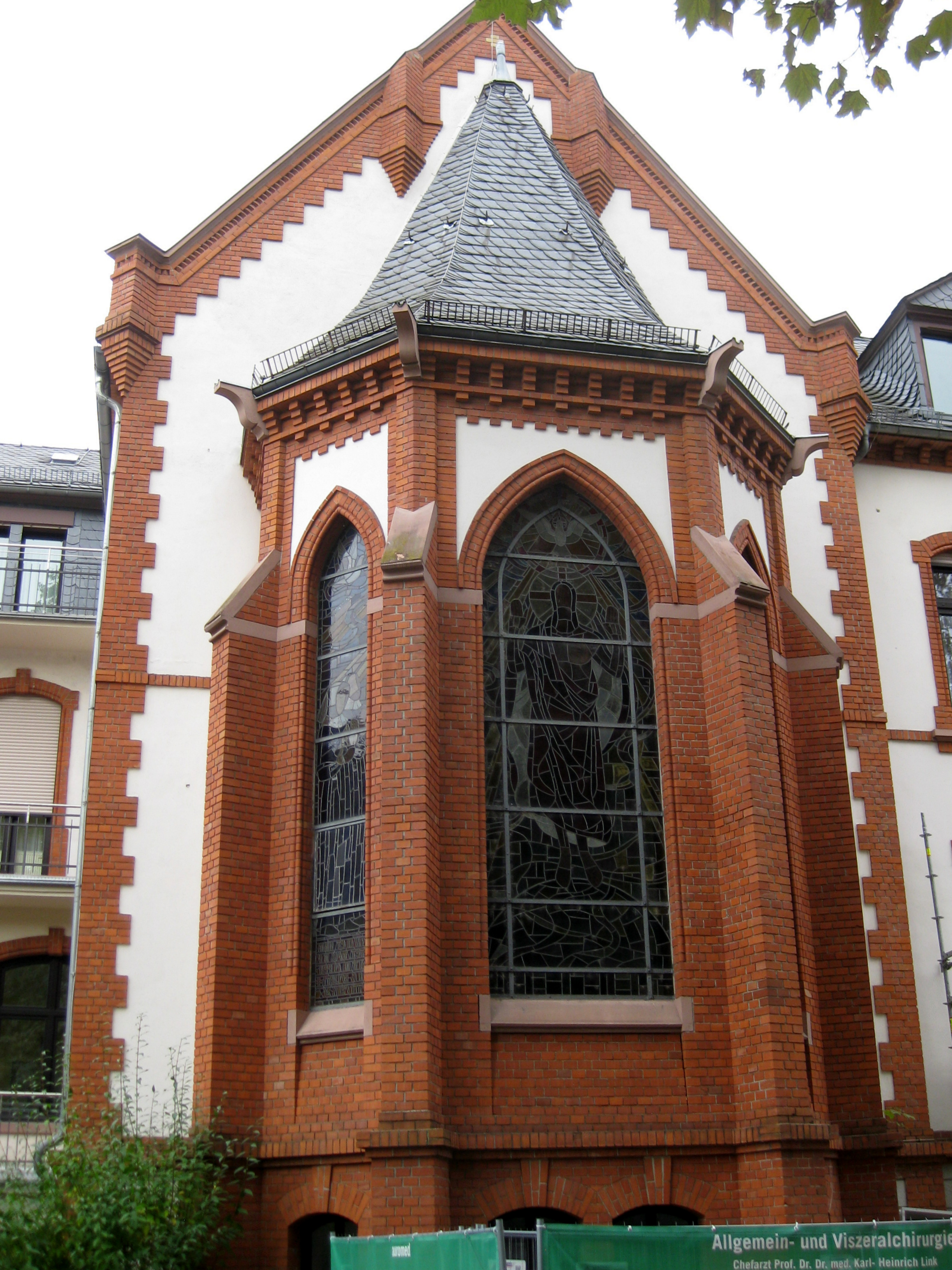
Kapelle des Paulinenstifts an der Schiersteiner Straße
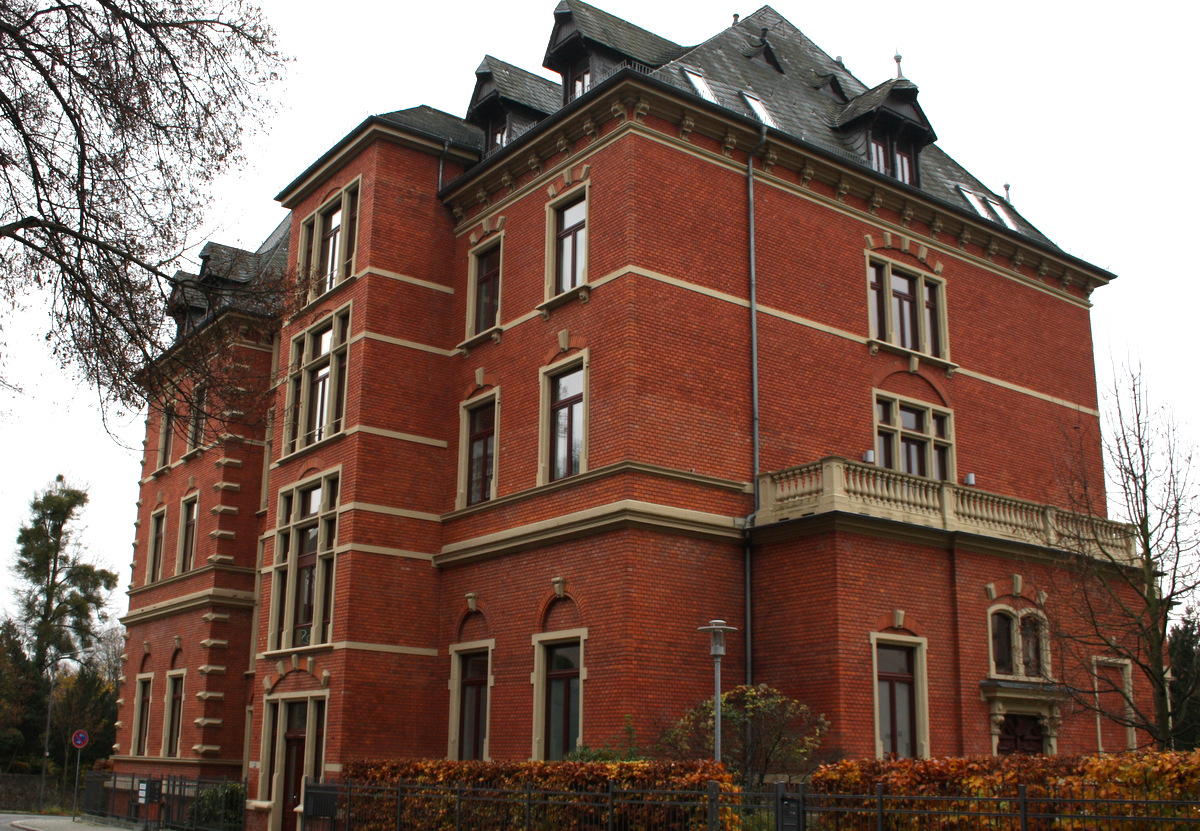
Ehemalige Kaltwasserheilanstalt Dietenmühle
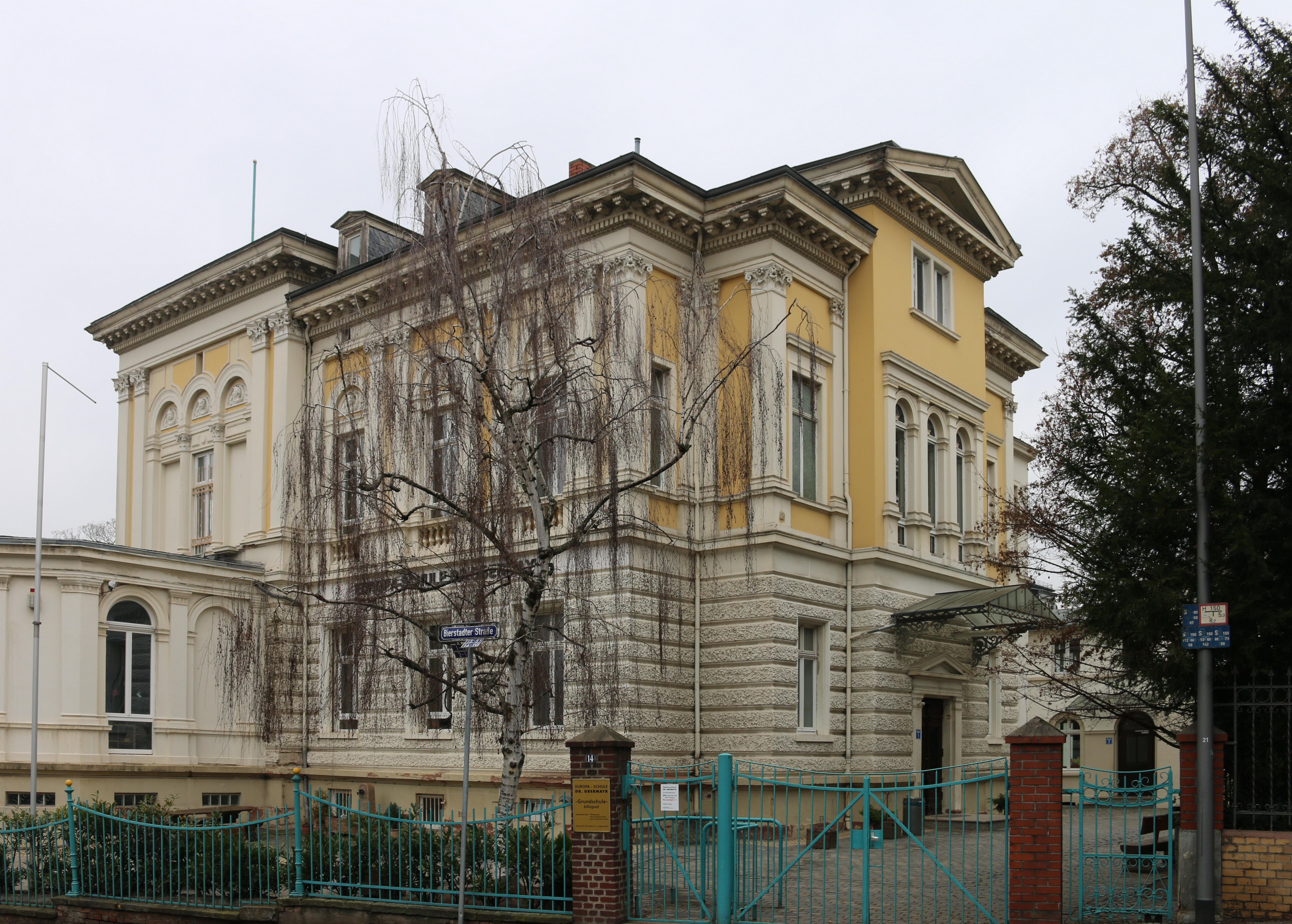
Villa Bierstadter Straße 14
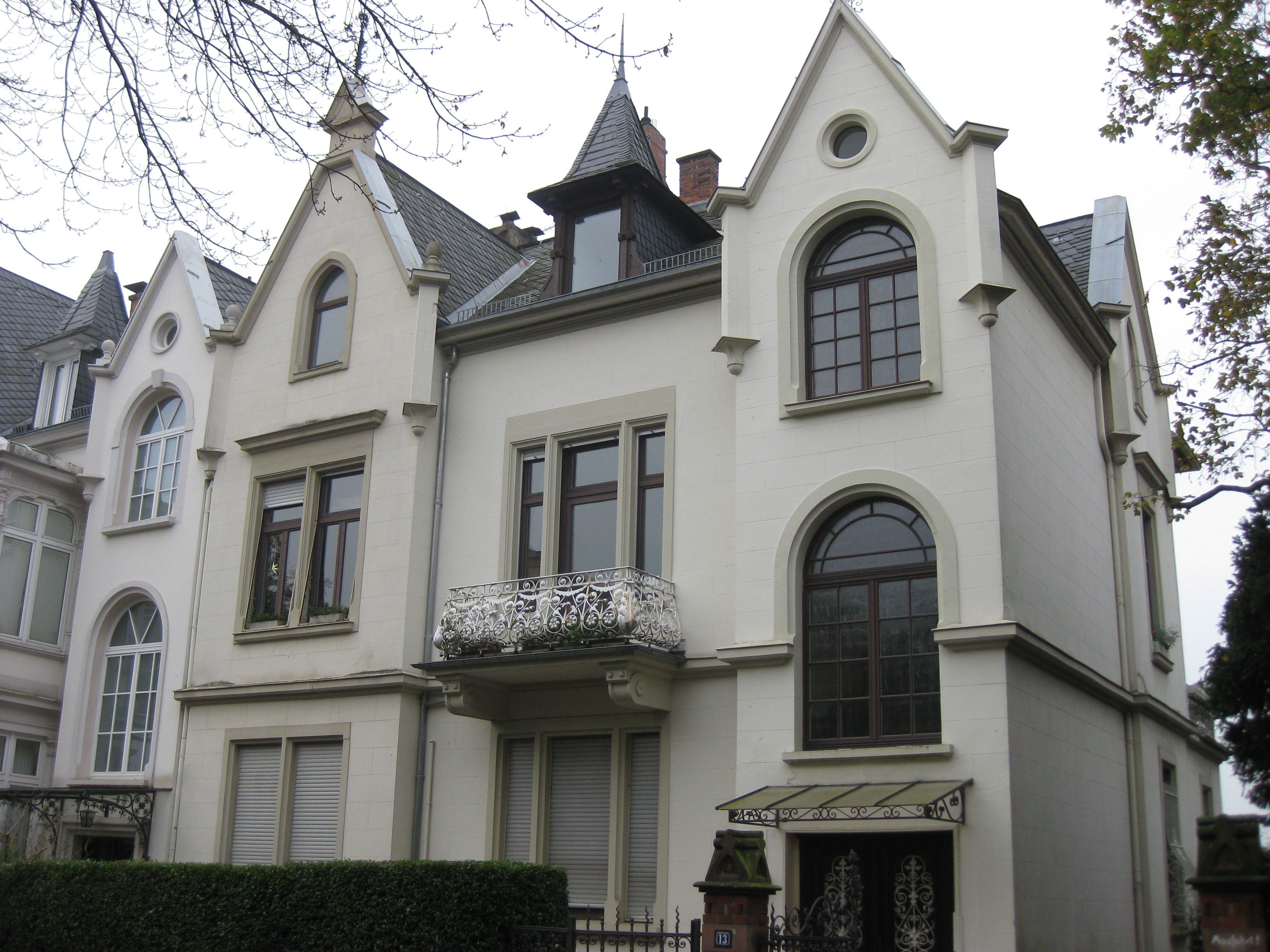
Villa Alwinenstraße 13/15
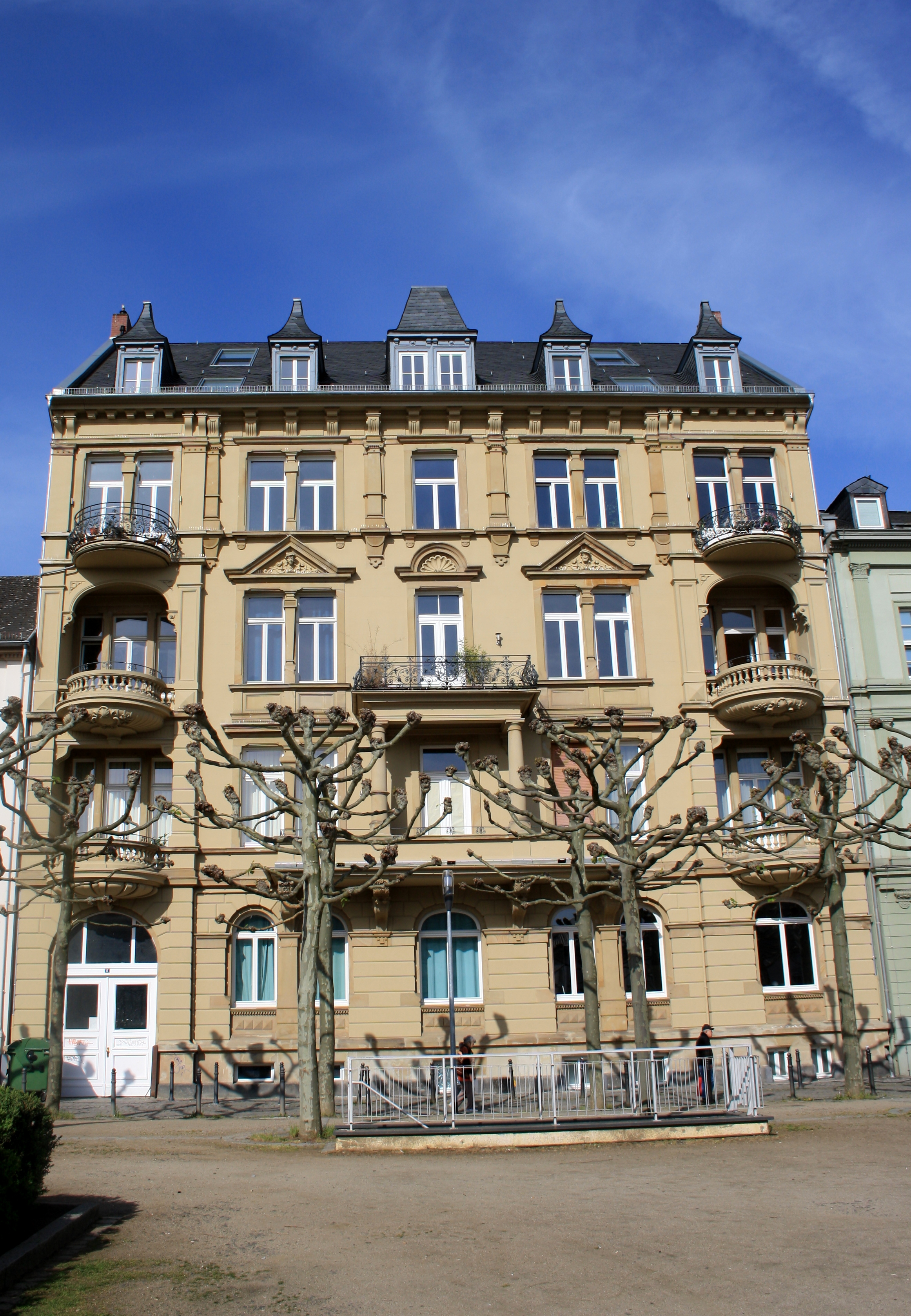
Haus Luisenplatz 8
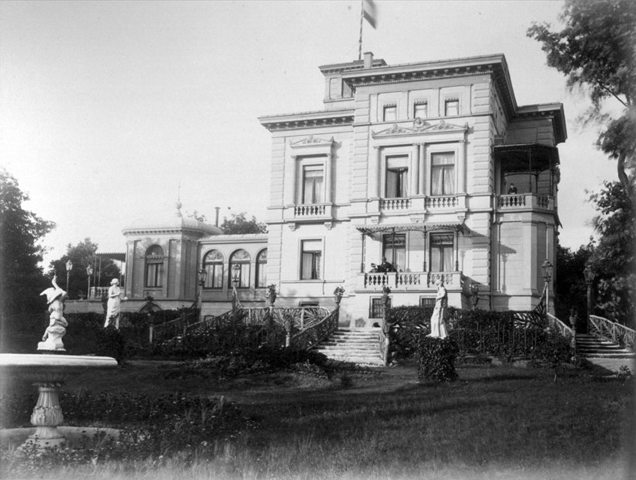
Villa Waldfriede, 1966 abgerissen
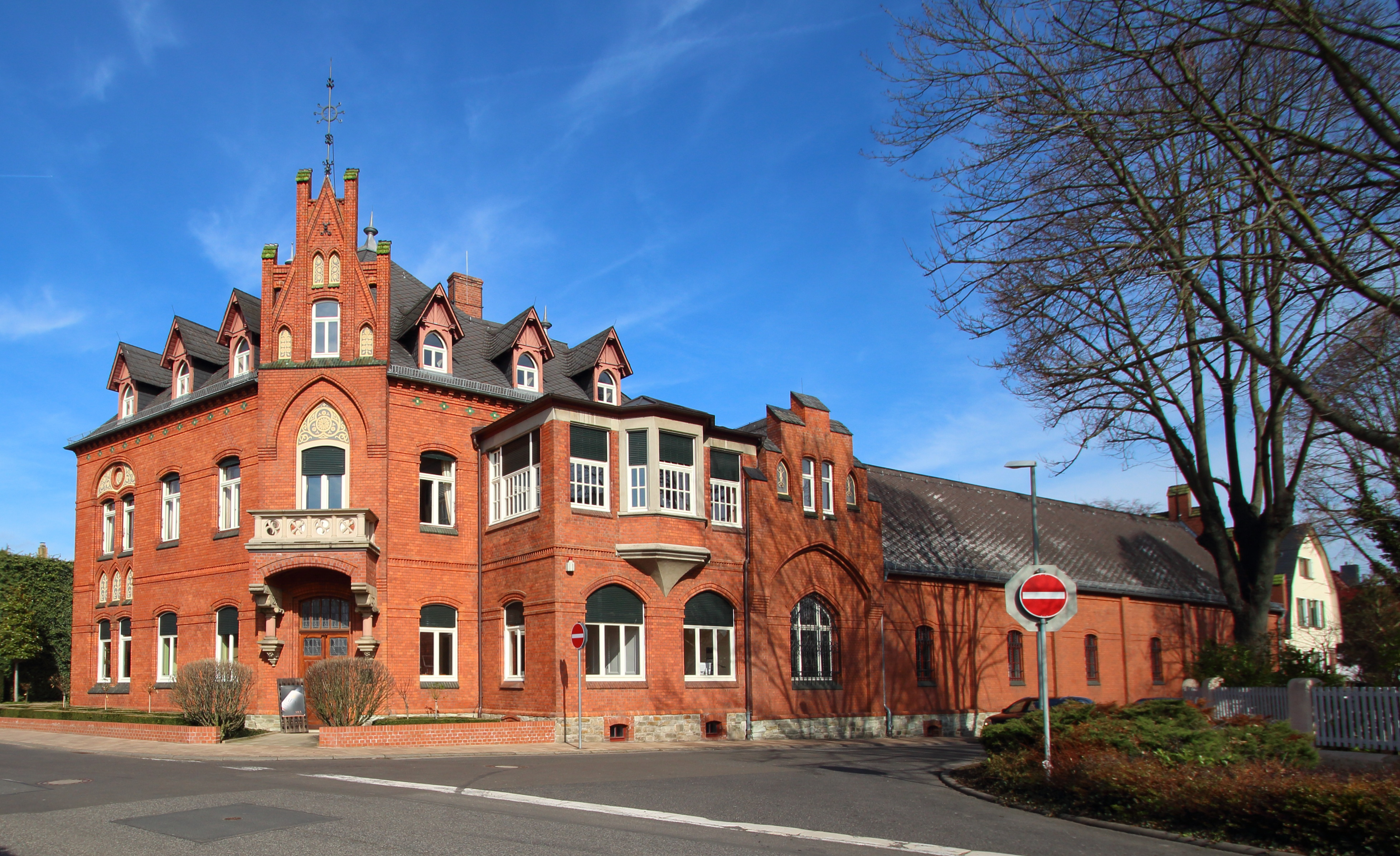
Sektmanufaktur Schloss Vaux in Eltville
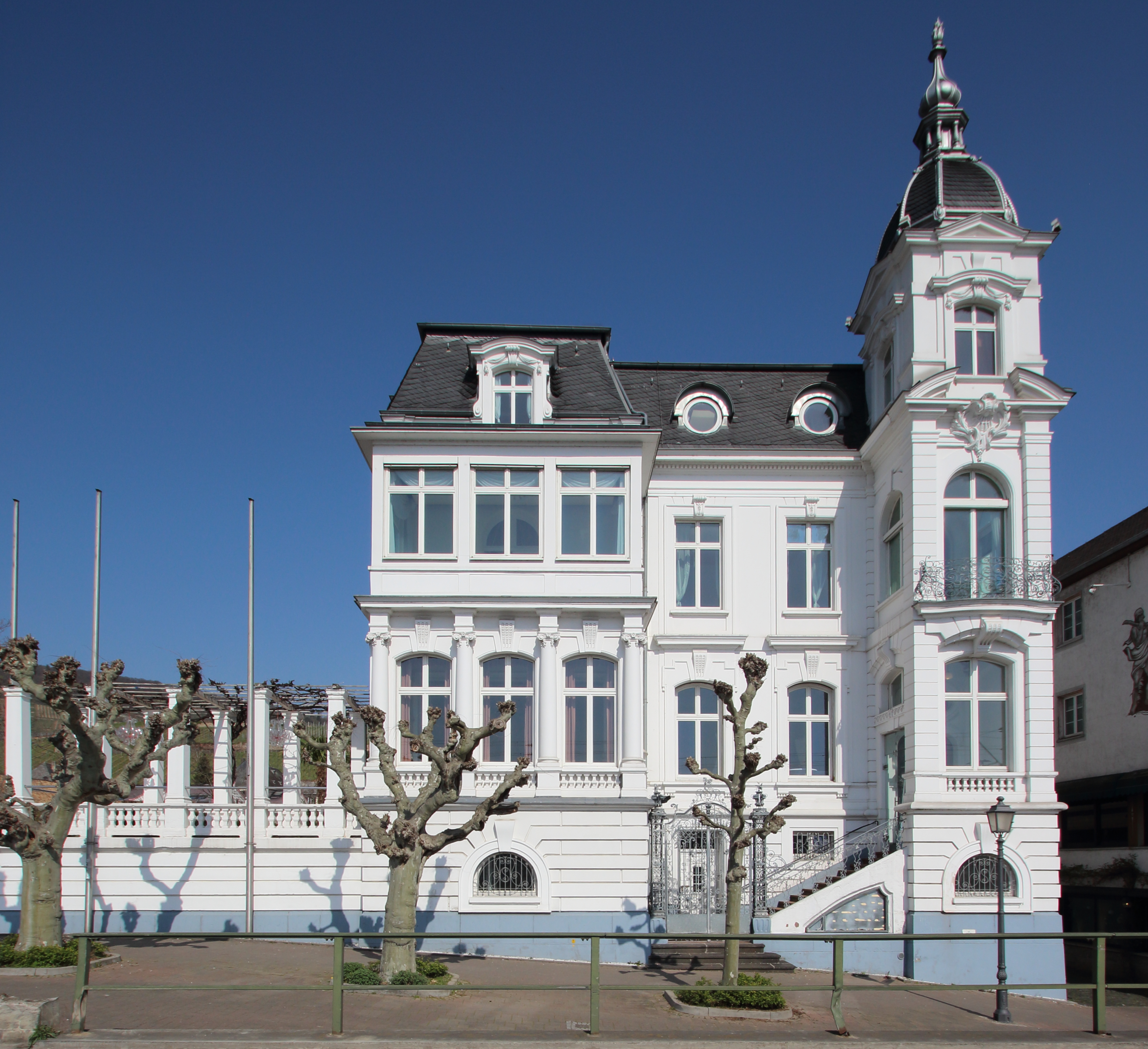
Villa Sturm in Rüdesheim
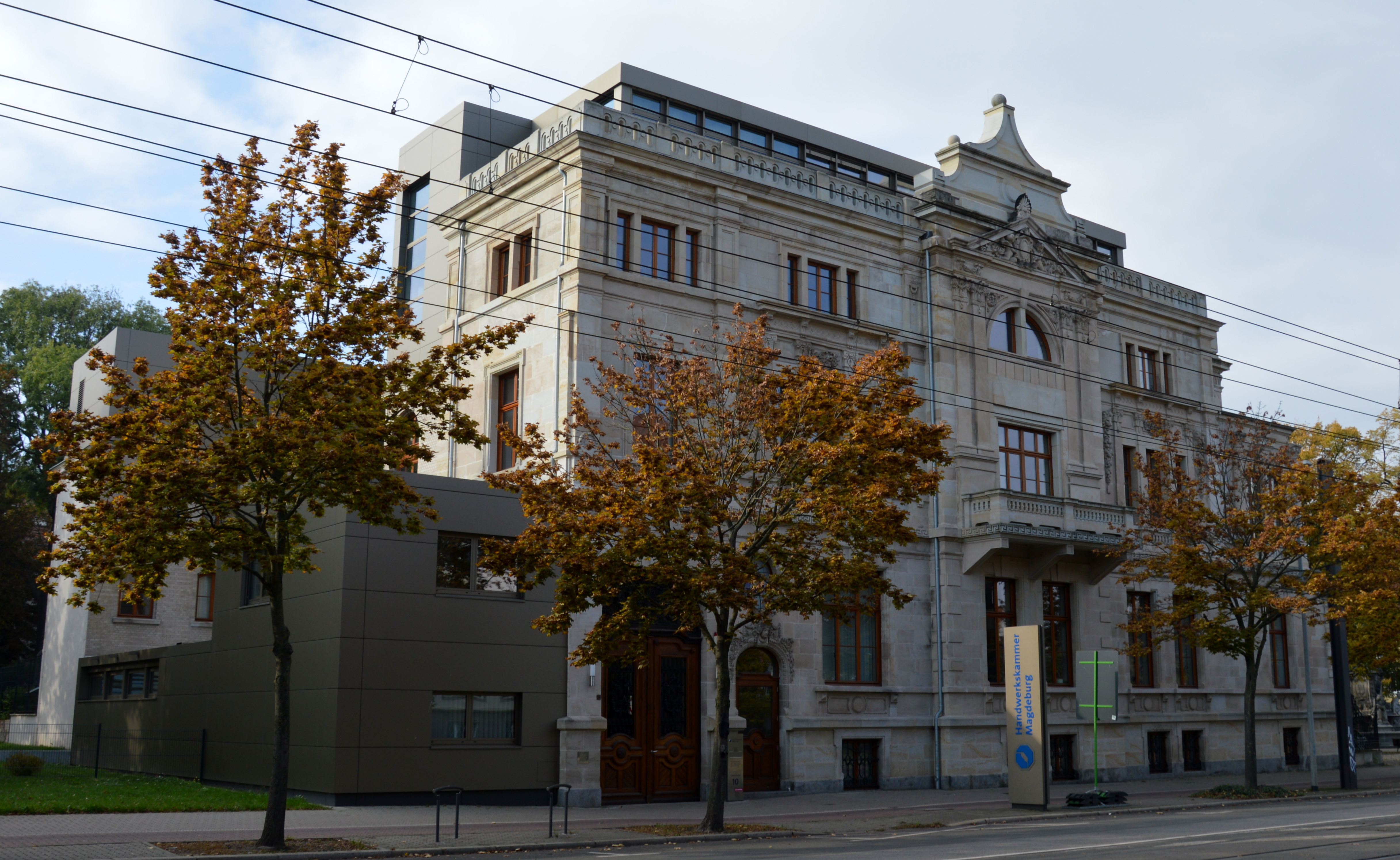
Heutiges Haus des Handwerks in Magdeburg